# ZBrush
ZBrush是一个專業三維角色建模軟件，由pixologic公司出品。被誉为革命性的建模软件，广泛应用于各电影，电视，游戏，特效等诸多领域。因为造型手段脱离传统数位手段，使得创作数位雕塑更为便捷高效。特别适合艺术家使用。最新版本为4R6（2013年6月发布）
ZBrush曾被用于製作《魔戒三：王者再臨》。Zbrush是首個將"筆刷"功能作為最主要造型手段的三維建模軟件。
Zbrush从发布至今经历多个版本。特别是3.1版本以后不断加入创新功能，使其功能得到空前壮大，成为CG制作不可或缺的重要工具。
- 3.0版本引入action line（动作线）。使得模型可以在Zbrush里随意摆姿势。视图使用matcap材质，更加接近渲染结果。加入次工具（subtool）功能。使得一个文件里可有多个不同物件组成。直接使用alpha灰度图片可以绘制细节。
- 3.1版本改变了界面布局，图标化的笔刷使得操纵更加容易.polypaint让艺术家不需要懂得uv概念也可以直接在模型上着色绘画。
- 3.5版本加入众多硬表面雕刻工具。使得zbrush不但适合生物雕刻，逐渐也适合机械设计的概念创作.GOZ功能让Zbrush和其他大型三维软件结合更加简单而紧密.zsphere2，变形球这一传统工具使用笔刷获得基础模型。造型手段更加接近传统泥塑。
- 4.0版本加入shadowbox，使得只用笔刷绘画3视图就可以做出适合雕刻的初级模型.BPR渲染的加入，让Zbrush获得更好的渲染能力。
- 4.0R2加入dynamesh.直接在模型上"生长"出其余部分。让创作的手法越来越自由。新加入的curve曲线模式，让笔刷更多控制.）

## 外部連結
- 官方网站